# 京都議定書
気候変動に関する国際連合枠組条約の京都議定書（きこうへんどうにかんするこくさいれんごうわくぐみじょうやくのきょうとぎていしょ、英: Kyoto Protocol to the United Nations Framework Convention on Climate Change）は、1997年（平成9年）12月に京都市の国立京都国際会館で開かれた第3回気候変動枠組条約締約国会議（地球温暖化防止京都会議、COP3）で同月11日に採択された、気候変動枠組条約に関する議定書である。通称は、京都議定書（きょうとぎていしょ、英: Kyoto Protocol）。以下、原則として京都議定書の表記を用いる。

## 概要
地球温暖化の原因となる、温室効果ガスの一種である二酸化炭素、メタン、亜酸化窒素、ハイドロフルオロカーボン類、パーフルオロカーボン類、六フッ化硫黄について、1990年(平成2年)を基準として各国別に先進国における削減率を定め、共同で約束期間内に目標値を達成することが定められた。
ただし、京都議定書第3条第8項に基づき各締約国は ハイドロフルオロカーボン類、パーフルオロカーボン類、六フッ化硫黄の基準年として 1995年(平成7年)を選択できることとされている。この規定は京都議定書の枠内のみである。京都議定書の上位概念である気候変動枠組条約では、一部の経済移行国を除き、基準年として1990年(平成2年)しか選択できないこととされている。このため、直近年の温室効果ガス排出量の基準年比増減率が気候変動枠組条約と京都議定書で異なる値で発表されることがある点に留意が必要である。日本国内では専ら京都議定書の基準年との比較による増減率が提示される。一方、締約国会議では条約の基準年を用いた増減率が提示されることが多い。
また、京都メカニズムや、吸収源活動が盛り込まれている。
運用細目は、2001年(平成13年)に開かれた第7回気候変動枠組条約締約国会議において定められた。

### 削減目標
議定書で設定された各国の温室効果ガス6種の削減目標。京都議定書第3条では、2008年(平成20年)から2012年(平成24年)までの期間中に、先進国全体の温室効果ガス6種の合計排出量を1990年(平成2年)に比べて少なくとも 5%削減することを目的と定め、続く第4条では、各締約国が二酸化炭素とそれに換算した他5種以下の排出量について、以下の割当量を超えないよう削減することを求めている。
- 92% -  欧州連合15か国
- 93% -  アメリカ合衆国
- 94% -  カナダ、 ハンガリー、 日本、 ポーランド
- 95% -  クロアチア
- 100% -  ニュージーランド、 ロシア、 ウクライナ
- 101% -  ノルウェー
- 108% -  オーストラリア
- 110% -  アイスランド

欧州共同体旧15ヵ国は京都議定書第4条の下で共同で削減を行うことが認められている。欧州が採択するバブルでは、欧州共同体15カ国のそれぞれの削減目標がEU指令で定められている。このEU指令下では、京都議定書策定以前から技術のみに依存するのではなく化石燃料を使わない方法で化石燃料由来排出量を減らしてきた北欧諸国などは京都議定書の目標値が緩く設定されており、例えばスウェーデンは +4%が認められているなど、具体的な成果を挙げている国については相応の評価がされている。

### 遵守
気候変動枠組条約および京都議定書により定められた義務については、その約束が遵守されることを担保するため、罰則規定のように機能する規定が設けられることとなった。
具体的には締約国会議7および締約国会議/moP1で決定され、疑義が唱えられた際の審議・判断を行う遵守委員会が設けられるとともに、不遵守時には次のような措置が取られることとなっている。
報告義務不遵守 
気候変動枠組条約および京都議定書による温室効果ガス排出量管理に必要な各種排出量および森林吸収量の変化を推計するための基礎的数値については、各国が集計し報告することとなっている。この報告に問題があった場合には京都メカニズムへの参加資格を喪失する。
排出枠不遵守 
京都議定書により約束した割当量を超えて排出した場合には、
- 超過した排出量を 3割増にした上で次期排出枠から差し引く。
- 排出量取引において排出枠を売却できなくなる。

## 締約状況

### 発効条件
発効の条件は、以下の両方の条件を満たす必要がある（京都議定書25条）。
- 55か国以上の国が締結
- 締結した附属書I国（先進国、積極的に参加した諸国）の合計の二酸化炭素の1990年の排出量が、全附属書I国の合計の排出量の55%以上

後者の条件について、世界第二位の温室効果ガス排出国であるアメリカ合衆国が国内事情により締結を見送っている。
経済発展をおこなう以上、多量の二酸化炭素を排出せねばならないと考えられたため発展途上国の自発的参加が見送られ、当初は推進していたアメリカ合衆国も後に受け入れを拒否、ロシア連邦も受け入れの判断を見送っていたため、2004年ごろまでは議定書の発効が行われていない状況であった。
2004年に、ロシア連邦が批准したことにより、2005年2月16日に発効した。日本においても、2005年1月26日に公布及び告示され（平成17年条約第1号及び外務省告示第58号）、同年2月16日から効力が発生している。
先進諸国の中で京都議定書を批准していないアメリカ合衆国政府は、産業界の自己経済利益のみを追求する考え方に基づき取り組みを拒否しているとの非難を国内外から浴びている。同様に批准していなかったオーストラリアでは世論の高まりを受けて総選挙により政権交代し、直後の 2007年12月3日に批准した。
なお、日本では2002年5月31日に国会で承認され、2002年6月4日に国際連合に受諾書を寄託した。

### 署名・締約国数
以下に、署名・締約国数を示す。
- 署名国：83か国
- 締約国：192か国

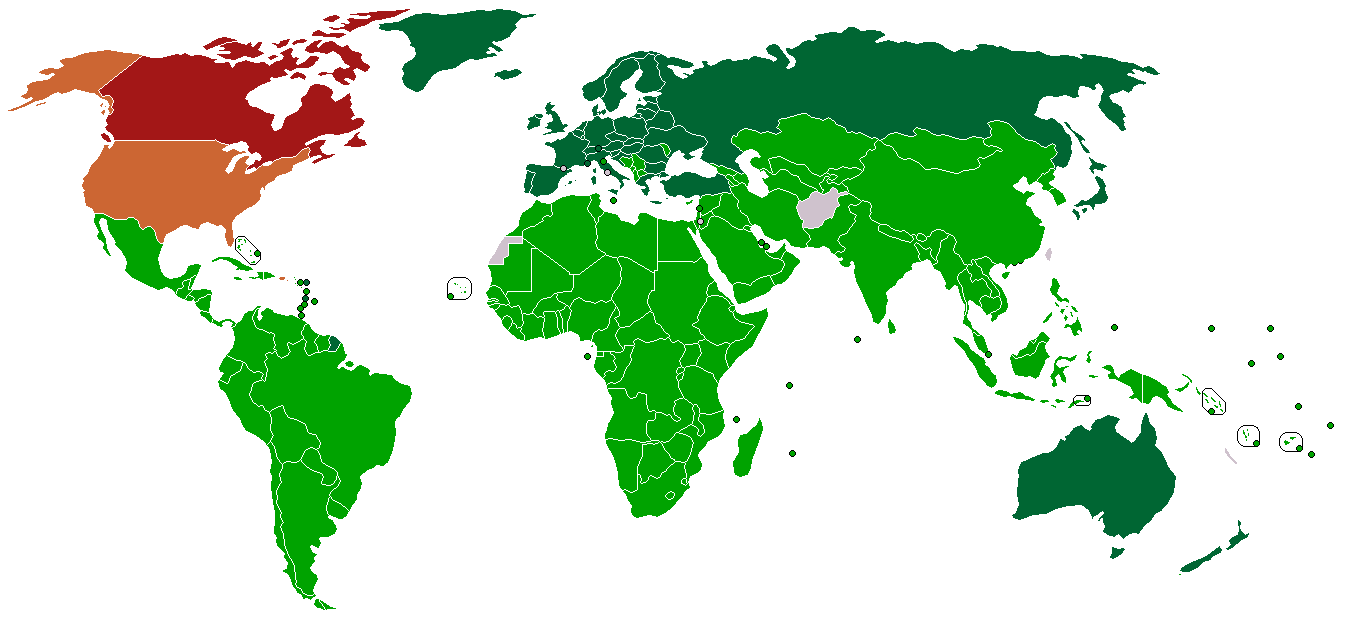
各国の批准の状況を示した図
（2012年2月時点）
■: 数値目標をもつ締約国（主に先進国）
■: 数値目標をもたない締約国（主に発展途上国）
■: 態度未定・不明
■: 批准を拒否している国
■: 議定書を離脱した国

なお、批准を拒否している米国においては、219都市が独自に京都議定書を批准している。

## 京都メカニズム
国内での単なる排出量削減を除く植林活動や、国外での活動、削減量の国家間取引など、温室効果ガスの削減をより容易にするための規定で、柔軟性措置とも呼ばれる。一般に、クリーン開発、排出量取引、共同実施の 3つのメカニズムを指すが、これに吸収源活動を含めることもある。

### クリーン開発メカニズム
クリーン開発メカニズム (CDM: Clean Development Mechanism) とは、先進国が開発途上国に技術・資金等の支援を行い温室効果ガス排出量を削減、または吸収量を増幅する事業を実施した結果、削減できた排出量の一定量を先進国の温室効果ガス排出量の削減分の一部に充当することができる制度である。
先進国は少ないコストで削減が可能となり、途上国は技術や資金の供与といった対価が望めるなどの効果がある。

### 排出量取引
排出量取引 (ET: Emissions Trading) とは、下記 4種類の炭素クレジットを取引する制度である。「排出権取引」「排出許可証取引」「排出証取引」とも呼ばれる。
- AAU (Assigned Amount Unit) - 各国に割り当てられる排出枠
- RMU (Removal Unit) - 吸収源活動による吸収量
- ERU (Emission Reduction Unit) - JI で発行されるクレジット
- CER (Certified Emission Reduction) - CDM で発行されるクレジット

これらの炭素クレジットを 1t-CO2 単位で取引する。排出量を排出枠内に抑えた国や事業で発生したクレジットを、排出枠を超えて排出してしまった国が買い取ることで、排出枠を遵守したと見做されるものである。
温室効果ガス削減が容易ではない国は少ない費用で削減が可能となり、削減が容易な国は対価を求めて大量の削減が望めるという、2つの効果を念頭に置いている。
京都議定書は国家間での排出量取引のみを定めているが、より効果的な温室効果ガスの削減が可能な国内での排出量取引も行われつつある。しかしながら、排出量の上限を最初にどのように公平に割り振るかが問題であり、一律に割り振ると、既に省エネを徹底していた企業が損をするという問題がある。このため、オークション方式で排出権を購入する方式が広まりつつあるが、当初の購入資金が負担となることや、価格の変動による経営リスクが生じることが問題とされている。
なお、2001年のマラケシュ合意では、排出上の権利を与えるものではないとしており、欧州連合も排出の権利とは認めていない。本来この制度は、排出量の削減による取引上の利益により、さらなる削減意欲を生じさせることを意図したものであるが、逆に排出枠の設定方法によっては過去の排出量が既得権益のようになってしまったり、炭素クレジットの市場価格が化石燃料から再生可能エネルギーへの切り替えや省エネルギー等による排出量の削減にかかる費用よりも割安になってしまった場合に、本来必要な努力を減じさせるおそれもあると指摘されている。
また、近年は関心の高まりを受けて第三者機関が認証する排出削減量 (VER: Verified Emissions Reduction) が民間で取引されるようになったが（カーボンオフセット、グリーン電力証書などを参照）これらは一般に京都メカニズムの枠外で行われる取引である。

### 共同実施
共同実施 (JI: Joint Implementation) とは、投資先進国（出資をする国）がホスト先進国（事業を実施する国）で温室効果ガス排出量を削減し、そこで得られた削減量 (ERU: Emission Reduction Unit) を取引する制度。つまり、先進国全体の総排出量は変動しない。

### 吸収源活動
吸収源活動とは、1990年以降の植林などで CO2 の吸収源が増加した分を、温室効果ガス排出量削減に換算し算入するもの。また、吸収源である森林が同年以降に都市化・農地化などで失われた分は排出量増加として算入される。京都議定書 第3条で定められており、土地利用・土地利用変化及び林業部門 (LULUCF: Land Use, Land Use Change and Forestry) 活動とも呼ばれる。
具体的には次の活動が規定されている（京都議定書 3条3項）。
- 新規植林（Afforestation、過去50年間森林がなかった土地に植林）
- 再植林 （Reforestation、1990年より前には森林であったが同日時点では森林ではなかった土地に植林）
- 森林減少（Deforestation、森林を他用途に転換）

これらの英頭文字を取って ARD活動 とも呼ばれる。
これに加え、マラケシュ合意では「森林管理」「放牧地管理」「植生の管理」を利用することも許容された（京都議定書 3条4項）。このため、既存の森林についても 1990年以降に適切な管理を行うことで、その森林を吸収分として算入できるようになった。これは、義務達成を難しいと考え、しかも緑被率の比較的高い国である日本、カナダが主張し、採用されたものである。

## 日本の目標達成状況
日本の削減量6%については、1990年度（代替フロンについては1995年）を基準としている。また、京都議定書目標達成計画で、それぞれの温暖化対策要素ごとに削減目標を定めている。同計画では、温室効果ガス排出量を基準年比 -1.8%から -0.8%に抑制し、森林吸収量を基準年比3.8%程度確保し、残りを京都メカニズムの活用と見込んでいた。しかし2008年度から2012年度の国内の排出量の平均は逆に基準年に対して1.4%上回った。これに森林等吸収量（基準年比3.9%相当）と京都メカニズムクレジット（基準年比5.9%相当）を考慮すると、基準年比-8.4%となり、目標を達成した。

## 各国の取組状況
削減義務を負う国・地域（附属書I国）の、1990年から第一約束期間にかけての温室効果ガス排出量の増減割合を下表に示す
。緑色は目標達成、赤色は目標不達成を表している。
| 国・地域         | 2008年から2011年の温室効果ガス排出量平均値の 京都議定書基準年からの変化率 （吸収源活動を除く） | 2012年までの EU域内の目標値 | 議定書の削減義務 2008-2012年 |
| ---------------- | ---------------------------------------------------------------------------------------------- | --------------------------- | ---------------------------- |
| EU               | -11.4%                                                                                         | -                           | -8%                          |
| ドイツ           | -24.0%                                                                                         | -21%                        | ↑                            |
| フランス         | -9.6%                                                                                          | ±0%                         | ↑                            |
| イギリス         | -24.1%                                                                                         | -12.5%                      | ↑                            |
| アイルランド     | +11.7%                                                                                         | +13%                        | ↑                            |
| スペイン         | +26.0%                                                                                         | +15%                        | ↑                            |
| ポルトガル       | +22.6%                                                                                         | +27%                        | ↑                            |
| ギリシャ         | +13.6%                                                                                         | +25%                        | ↑                            |
| スウェーデン     | -13.5%                                                                                         | +4%                         | ↑                            |
| デンマーク       | -12.5%                                                                                         | -21%                        | ↑                            |
| ノルウェー       | +7.7%                                                                                          | -                           | +1%                          |
| ロシア           | -33.1%                                                                                         | -                           | ±0%                          |
| ウクライナ       | -57.3%                                                                                         | -                           | ±0%                          |
| 日本             | +0.2%                                                                                          | -                           | -6%                          |
| オーストラリア   | +0.4%                                                                                          | -                           | +8%                          |
| ニュージーランド | +17.2%                                                                                         | -                           | ±0%                          |

## 京都議定書に関する議論
地球温暖化対策や京都議定書の在り方については、多種多様な議論がある。中でも、温室効果ガスの削減の具体的手法、数値目標については、各国の意見が対立する例が多く、個人レベルでも議論がある。また、京都議定書の必要性や効果については、懐疑論（疑問視する意見）が展開されることも少なくないが、その中には信頼性に乏しいものも多く含まれている。

### メカニズムに関する議論

#### 日本国内での議論
京都議定書の削減義務に対しては、日本国内で下記のような議論も見られる。
- 京都会議の議長国であった日本には、会議を成功させるという、国内外の世論によるプレッシャーがかかっていた。会議をまとめやすくするという外務省の思惑と、国内の温暖化対策を加速させるという環境省の思惑とがあった[20]

- 日本の数値目標が-6%になった経緯は日米欧の非公式会合での政治的合意によるものであり、アメリカと日本が足並みをそろえたのは、途上国の参加を促すためであったが、米上院はバード・ヘーゲル決議（英語版）を採択していたので、途上国が参加しない場合など、3項に当てはまる場合は、上院が議定書を批准しないことが決まっていた。また、欧州やロシア、米国は、それぞれの国のエネルギー事情から、数値目標が達成可能かどうかや、経済に与える影響をあらかじめシミュレーションしていたが、日本は6%に対して、裏づけがないまま合意に至っている。[21]

- 日本の達成が難しいと囁かれ始めた 2007年頃になって、京都議定書自体が欧米諸国による政治的な圧力であるという陰謀論が、一部評論筋や個人の論評などで、にわかに唱えられはじめるようになった[要出典]。

- ポスト京都議定書の協議が始まるようになると、温室効果ガス排出量削減の必要性は認めながらも、「GDP比のCO₂排出量は、日本を1とすると、EU(25カ国)は1.7、アメリカは2.1、中国は10.8である」「日本のエネルギー効率は高いことから削減余地が少ない」「エネルギー効率が反映されかつ技術的に合理性のある衡平な枠組を求めるべき」といった主張が、日本経済団体連合会より出された[22]。

### 効果に関する議論
京都議定書の効果に対しては、下記のような議論も見られる。
現段階から米国が参加しても、温度上昇を 2100年までに0.15℃改善したり、2.5cm の海面上昇を抑えたりする程度の効果であり「地球温暖化を 6年程度遅らせるほどの効果である」「京都議定書が保守的に守られた仮定でも効果は限定的」との指摘もあるものの、一定の成果であるといった評価がされている。

### 地球温暖化問題に対する懐疑論
地球温暖化に対してはその信頼性や影響について様々な懐疑論が見られる。

### 京都議定書後の世界
京都議定書の定める2012年以降の枠組みについては、「ポスト京都議定書」という通称で国際的な話し合いがもたれ、「カンクン合意」として結実した。

## 第二約束期間の設定
2012年12月にカタールのドーハで開催された京都議定書第8回締約国会合（CMP8）において、京都議定書の改正案が採択された。
2013年から2020年までの7年間を第二約束期間とすること、排出量を1990年の水準から少なくとも18%削減すること、新たに三フッ化窒素（NF3）が削減対象のガスに追加されること、約束期間の途中で数値目標の上乗せができることなどが盛り込まれた。
日本は第二約束期間の数値目標がない。
この改正が発効するには締約国（192か国）の4分の3（144か国）以上が受諾手続きを済ませる必要がある。2020年10月28日に147か国が受諾し、同年12月31日発効。
第二約束期間の数値約束は以下の通り。
- 76% (-24%) -  ウクライナ
- 78% (-22%) -  モナコ
- 80% (-20%) -  オーストリア、 ベルギー、 ブルガリア、 キプロス、 チェコ、 デンマーク、 エストニア、 フィンランド、 フランス、 ドイツ、 ギリシャ、 ハンガリー、 イタリア、 ラトビア、 リトアニア、 ルクセンブルク、 マルタ、 オランダ、 ポーランド、 ポルトガル、 ルーマニア、 スロバキア、 スロベニア、 スペイン、 スウェーデン、 イギリス、（以上、 欧州連合27か国）、 クロアチア、 アイスランド
- 84% (-16%) -  リヒテンシュタイン、 ノルウェー
- 84.2% (-15.8%) -  スイス
- 88% (-12%) -  ベラルーシ
- 95% (-5%) -  カザフスタン
- 99.5% (-0.5%) -  オーストラリア
- 数値目標なし -  カナダ（2012年12月に京都議定書離脱）、 日本、 ニュージーランド、 ロシア

欧州連合27か国とクロアチア、アイスランドの計29か国は京都議定書第4条の下で共同で削減を行うこと（バブル）が認められている。